# Vorgebirge (Rheinland)

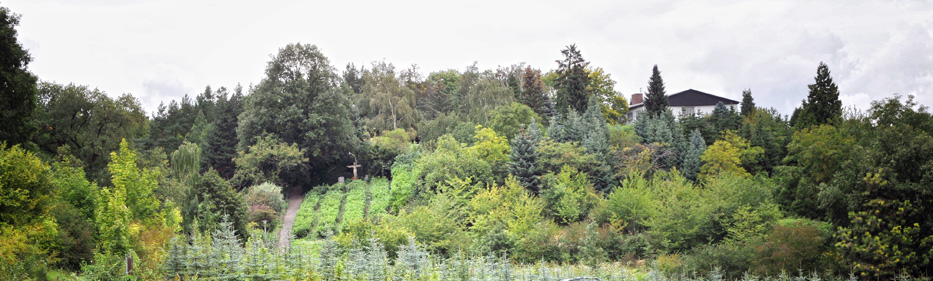
Vorgebirge (Villehang) bei Alfter, in der Bildmitte der „Segnende Christus“, rechts der „Heimatblick“

Das Vorgebirge (selten auch Villehang) ist eine langgestreckte und bis zu gut 165 m ü. NHN hohe Anhöhe in Nordrhein-Westfalen. Sie bildet den Osthang des Höhenzuges der Ville und begrenzt westlich die Kölner Bucht zwischen Köln und Bonn sowie dem Rhein-Erft-Kreis und dem Rhein-Sieg-Kreis.

## Geographie
Das Vorgebirge bezeichnet den Osthang der Ville zur Rheinebene zwischen dem Bonner Stadtteil Duisdorf und dem Hürther Stadtteil Kendenich, reicht nach der naturräumlichen Gliederung allerdings im Süden noch etwas weiter in die Duisdorfer Lössbucht bis Witterschlick in der Gemeinde Alfter, wo es im Osten von der höher gelegenen Kottenforstterrasse begrenzt wird, sowie nach Norden in etwa bis Königsdorf, einem Stadtteil von Frechen.
Im Unterschied zum geradlinigen Westrand der Ville ist ihr vom Vorgebirge gebildeter Ostrand nicht tektonisch bedingt, sondern stellt einen durch Tiefen- und Seitenerosion des hier früher entlangführenden Hauptarms des eiszeitlichen Rheins entstandenen Talhang dar. Eine Besonderheit des Vorgebirges ist die im Lee der Ville erfolgte mächtige äolische Lössablagerung aus dem Quartär, die sehr fruchtbar ist.
Im und am Vorgebirge liegen die Städte und Gemeinden Alfter, Bornheim, Brühl und Hürth. Zum weiteren soziokulturellen Umkreis zählen die Städte und Gemeinden Erftstadt, Swisttal, Weilerswist und Wesseling.
Naturräumlich entspricht das Vorgebirge dem Raum „552.2 Villehang“. In früheren Zeiten wurden die beiden Begriffe Vorgebirge und Ville oft synonym benutzt.

## Wirtschaft
Das Vorgebirge ist wegen seiner Böden und seiner Lage durch intensiven Gemüse- und Obstanbau, oft in Mischkultur, gekennzeichnet. Hier wurde 1896 von Otto Schmitz-Hübsch auch das erste reine Obstgut Deutschlands gegründet, das noch heute im Bornheimer Stadtteil Merten fortbesteht. Des Weiteren ist das Vorgebirge eines der größten deutschen Anbaugebiete für Spargel (siehe Bornheimer Spargel). Bis ins 20. Jahrhundert und teils auch darüber hinaus wurde im Vorgebirge, insbesondere rund um den Bornheimer Stadtteil Walberberg, auch Wein angebaut.

## Wandern
Das Vorgebirge ist Teil des Naturparks Rheinland. Dessen Geschäftsstelle in Rheinbach und der Verein Voreifel-Touristik geben zahlreiche zum großen Teil auch kostenlose Materialien zum Wandern im Vorgebirge heraus. Ein Wanderweg ist der etwa neun Kilometer lange Panoramarundweg durch Brombeerplantagen und Obstwiesen, oberhalb des Bornheimer Stadtteils Roisdorf ab dem Restaurant Heimatblick. Seit das Restaurant geschlossen ist, ist der Weg, der über das Gelände führt, jedoch nicht mehr zugänglich. Deshalb wurde die Heimatblickrunde angelegt. Auch der Römerkanal-Wanderweg, der die römische Eifelwasserleitung nach Köln begleitet, führt in seinen mittleren Etappen durch das Vorgebirge. Zudem gibt es, inspiriert durch Wilhelm Maucher, den Wanderweg Rebellen op Jöck.

Blick vom Vorgebirge Richtung Rhein
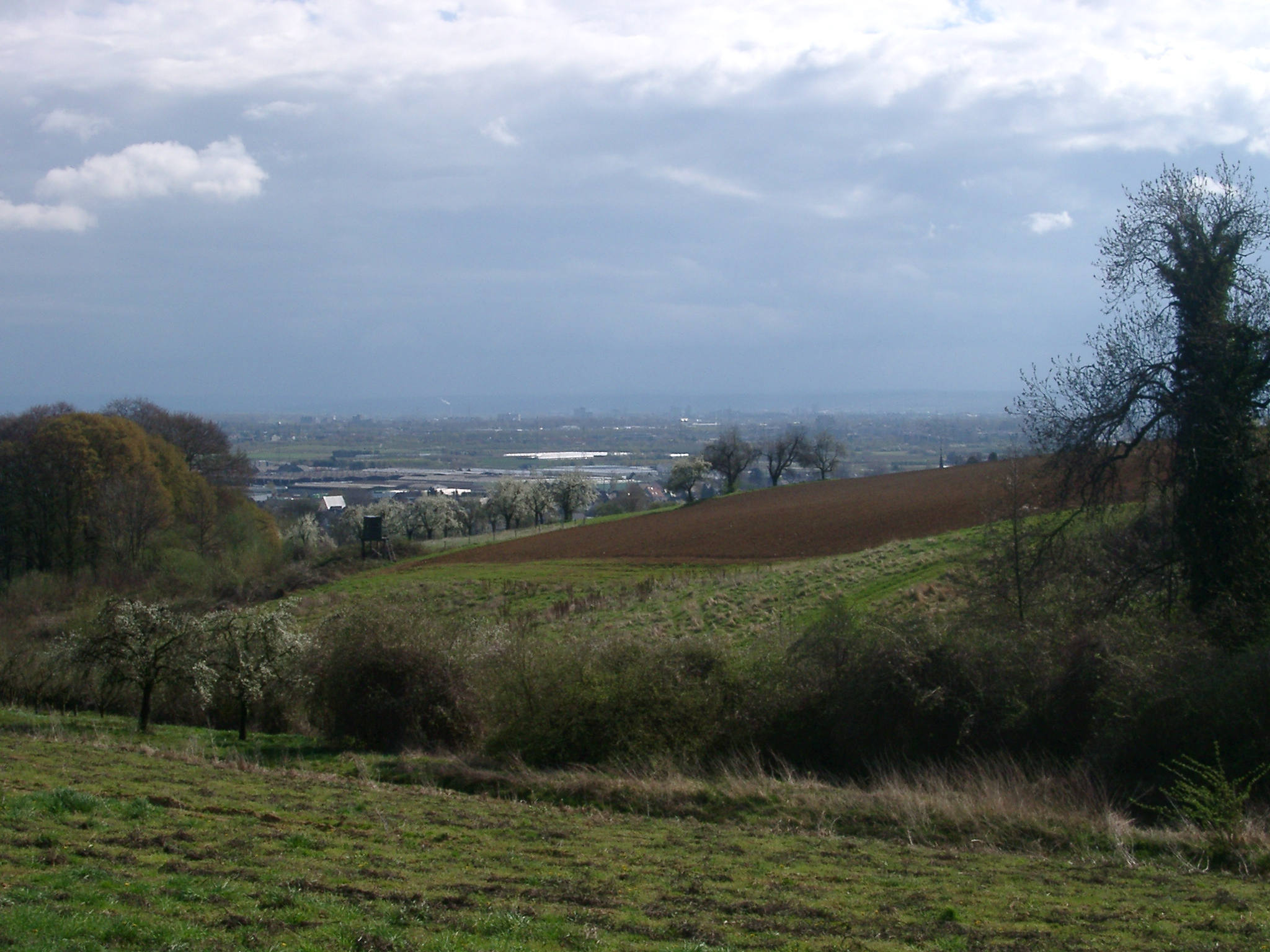
Frühjahr
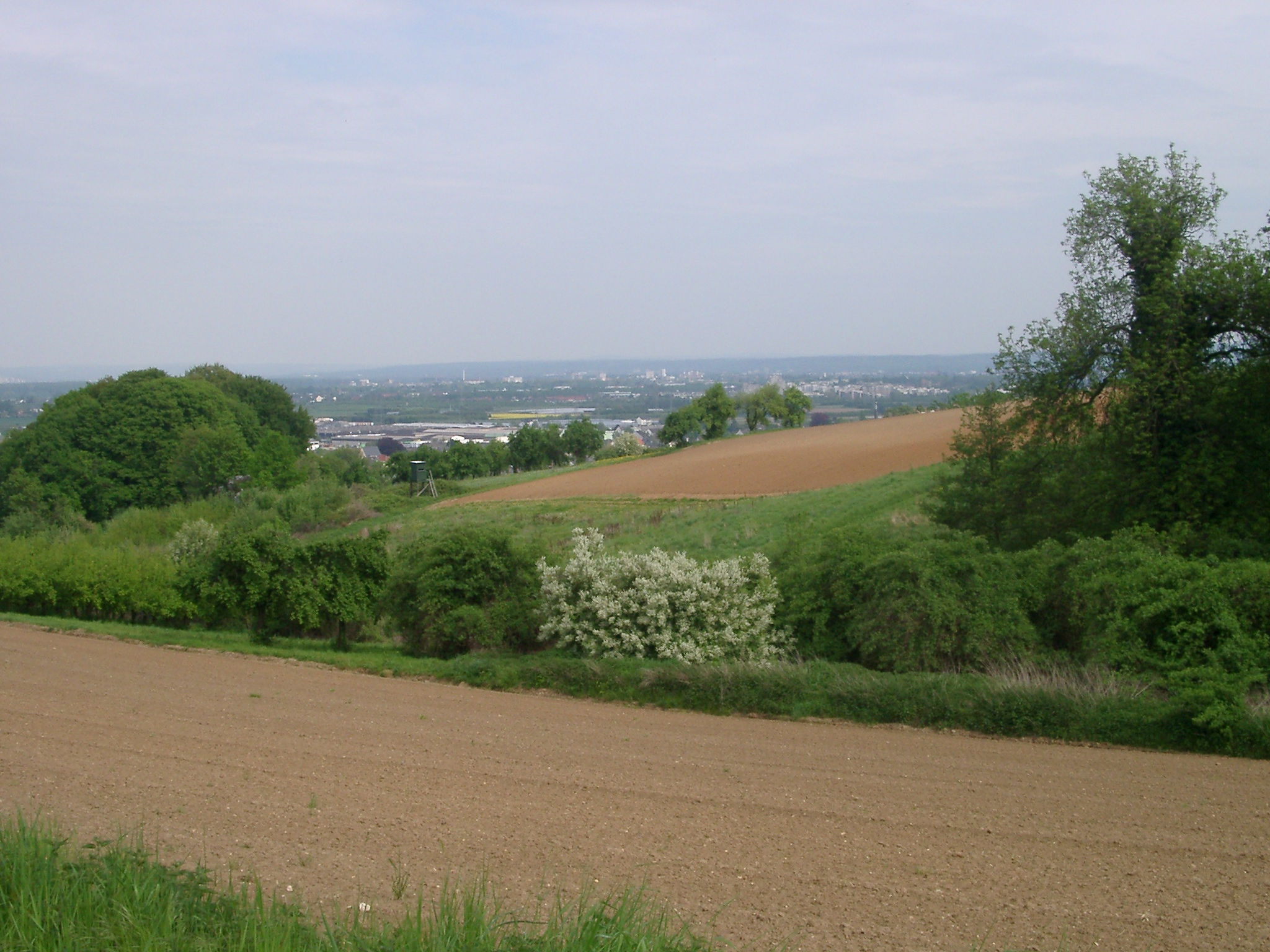
Sommer
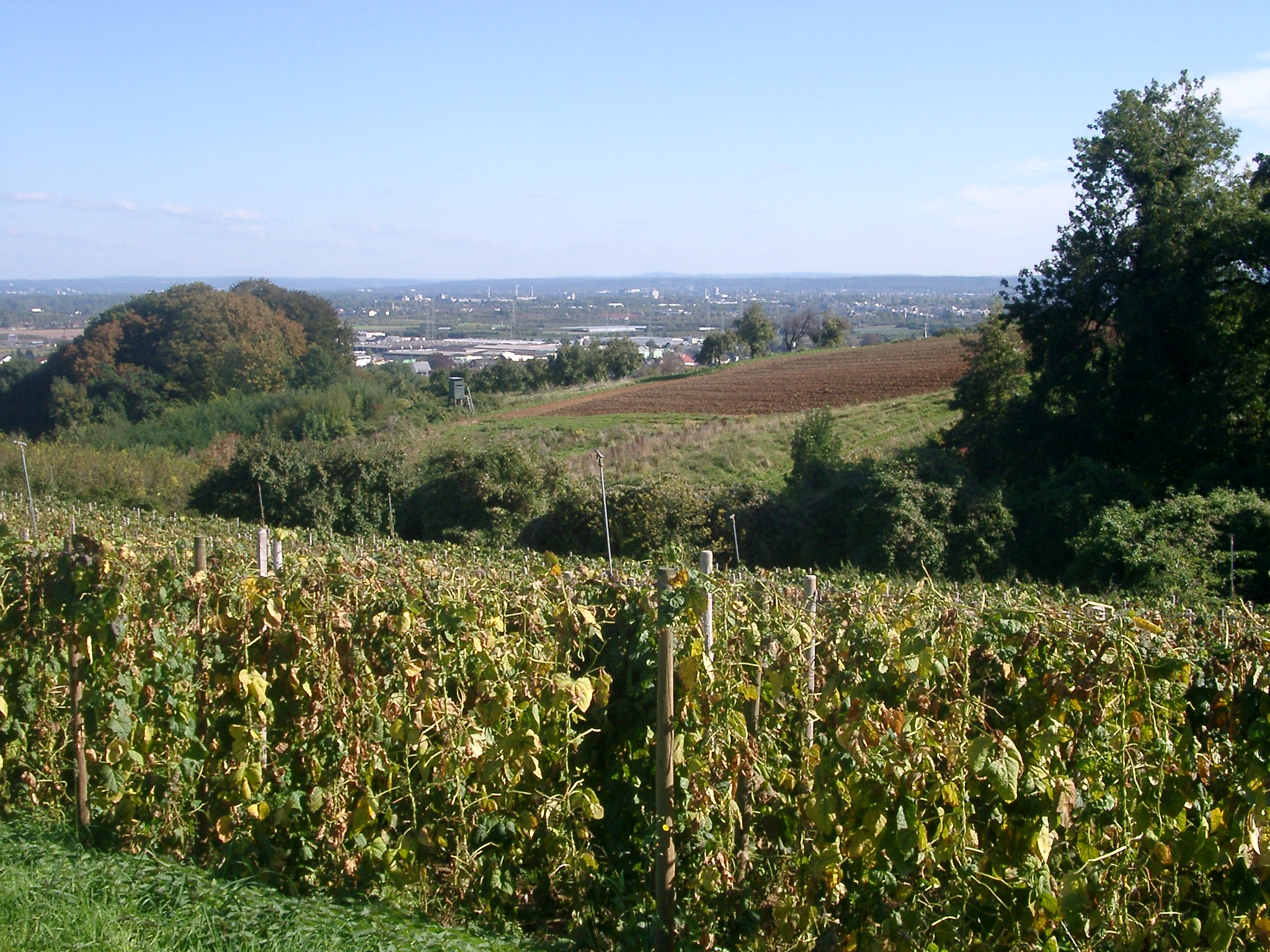
Herbst
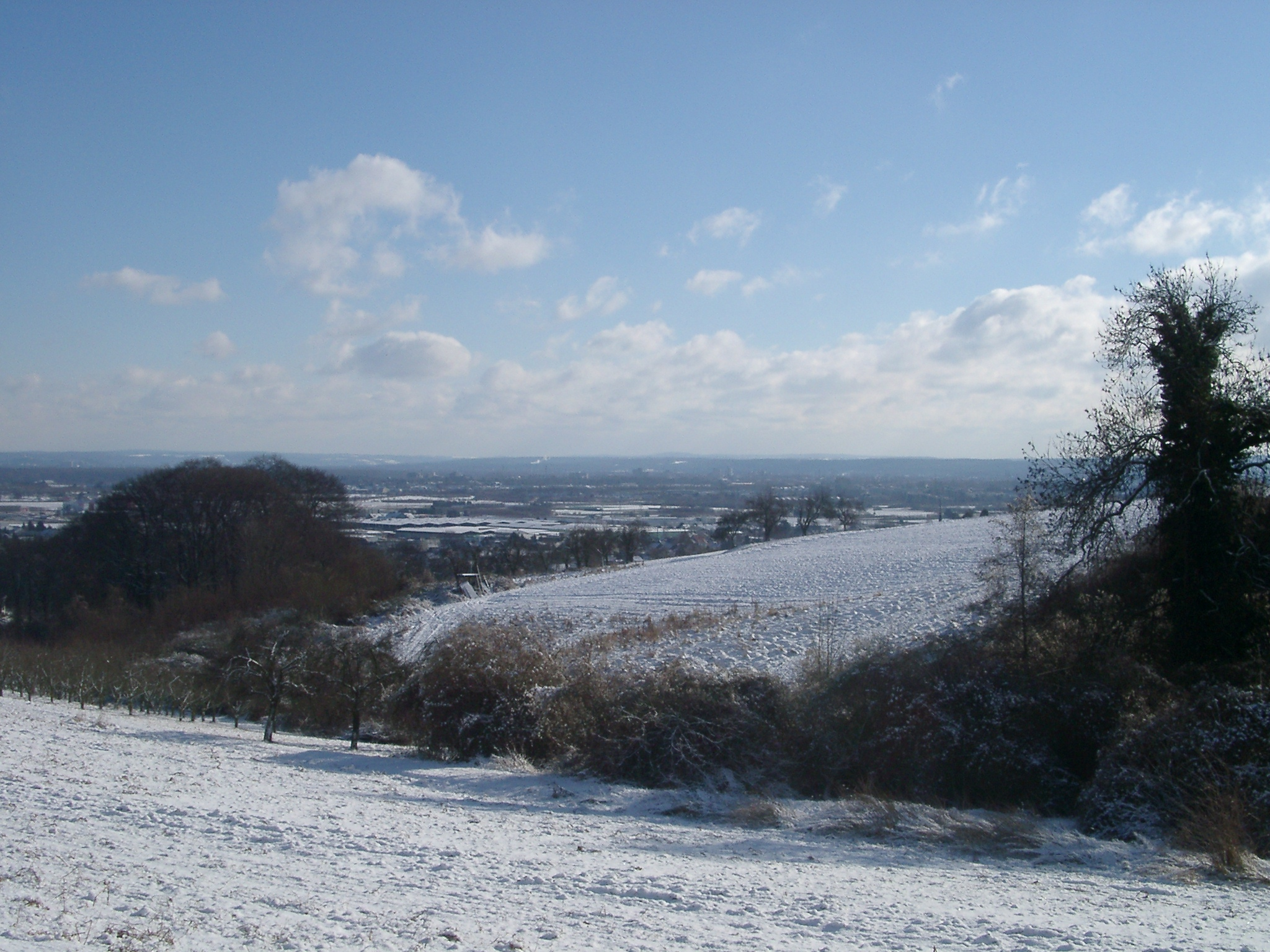
Winter